# Ruta 22 (Uruguay)
La ruta 22 es una de las rutas nacionales de Uruguay. Su recorrido se extiende completamente en el departamento de Colonia.

## Trazado
Esta carretera recorre la zona suroeste del departamento de Colonia en sentido noroeste - sureste, comenzando en la Ruta 21 a la altura del km 208, junto al Arroyo Miguelete y finalizando en la Ruta 1 en su km 149. En su recorrido atraviesa la ciudad de Tarariras y sirve de acceso a las localidades de Artilleros y Paso Antolín.

## Kilometraje
El kilometraje de esta  carretera se numera de noroeste a sureste, siendo el kilómetro cero, la intersección con la ruta 21.
Puntos destacados según el kilometraje:
- km 000.000: Extremo noroeste ruta 21.
- km 003.200: Empalme con ruta 106
  - al norte: a Miguelete, ruta 54 y ruta 12.
- km 009.000: río San Juan.
- km 009.800: Paso Antolín y ruta 83.
  - al sur: a ruta 21.
- km 026.000 al 028.000: Planta urbana de Tarariras.
- km 040.200: Artilleros
- km 042.200: Extremo sureste ruta 1:
  - al este: a Montevideo.
  - al oeste: a Colonia del Sacramento.

## Características
Estado y tipo de construcción de la carretera según el tramo:
| Tramo             | Tipo de Red         | Tipo de construcción   | Estado |
| ----------------- | ------------------- | ---------------------- | ------ |
| Ruta 1-Tarariras  | Nacional Secundaria | Tratamiento bituminoso | Bueno  |
| Tarariras-ruta 21 | Nacional Secundaria | Tratamiento bituminoso | Bueno  |